# Fiestas de la Sagrada Familia y el Santísimo Cristo
Las fiestas de la Sagrada Familia y el Santísimo, son una de las dos fiestas patronales de Vall de Uxó, municipio de la Comunidad Valenciana, España, y declaradas de Interés Turístico Nacional desde el 2004. El atractivo de la fiesta reside en sus actos religiosos; como el Rosario de la Aurora, la Misa Pontifical, el canto de gozos, la ofrenda y varias procesiones, los "encierros" (bous al carrer), y los actos musicales y deportivos. Son los habitantes del conocido como "Poble de dalt" los que viven estas jornadas de forma más intensa. Destaca, sobre todo, el "toro embolado", que, casi a diario, recorre las principales calles de la zona.

## Historia
Aquel templo parroquial de líneas herrerianas que abrió sus puertas en 1644 resultó pronto insuficiente, de modo que ya a principios del siglo XVIII se hizo imprescindible su ampliación. Con vistas a esa reforma, se reconciliaba en 1719 la Capilla del palacio de los Duques de Medinaceli, sita en la propia Plaza Mayor de Benigafull, la cual pasó a funcionar como sede provisional de culto parroquial. Una nota del Libro III de Bautismos da fe de que en 1739 dieron comienzo las obras de reestructuración
“A UNO DE MAYO DE MIL SETECIENTOS TREINTA Y NUEVE SE BENDIXO LA PRIMERA PIEDRA PARA EL CRUZERO Y DEMÁS QUE SE AÑADIÓ A ESTA IGLESIA. Y SE HIZO DICHA BENDICIÓN POR EL REVERENDO MOSSÉN JOSEP PASTOR, CURA, Y SE COLOCÓ LA DICHA PIEDRA POR D. AGUSTÍN VALDENOCHES, PROCURADOR GENERAL DEL MUY ILUSTRE SR. D. LUIS DE CARDONA, DUQUE DE ESTA VILLA, SEGORBE, ETC.”
Bien es verdad que no debió de esperarse a esa solemnidad, porque ya en 1731 la Sagrada Eucaristía había pasado al Sagrario del Palacio ducal, en cuya capilla “de San José”,  se celebraba el culto ordinario de la parroquia, facilitándose así el curso de las ampliaciones. Un escribano local, José Antonio Gisbert, da noticia en esa fecha de“la gran devosión que los vezinos de esta villa tienen al Patriarca San Joseph”, consignando que, como devoto, mantiene en ella lámparas y cera, es decir, lo necesario para la celebración “del Sacrificio de la Misa y demás funciones de esta Santa Capilla”. 
La iglesia ampliada se abría al culto el 8 de octubre de 1747, siendo cura Mosén Josep Pastor; beneficiados Mn. Manuel Palacios y Mn. Manuel Ballester; y gobernador D. Pablo Gregori. El solemne traslado del Santísimo desde la capilla del palacio a la nueva iglesia ampliada (la Trasladación, según la singular forma local con que se le reconoce) fue centro de las fiestas extraordinarias con que la parroquia y la villa celebraron dicho acontecimiento. A las ya antiguas fiestas de la Sagrada Familia y del Santísimo Cristo se unió entonces la Fiesta Eucarística “de la Trasladación”, cerrándose así la trilogía que siglo tras siglo ha caracterizado estas Fiestas Patronales.

## Descripción de la fiesta
La tradición inmemorial nos ha transmitido, pues, la secuencia de tres días festivos, celebrados el segundo domingo del mes de octubre, el lunes y el martes inmediatos, dedicados a la Trasladación del Señor (domingo), a la Sagrada Familia (lunes) y al Santísimo Cristo del Calvario (martes). Ignoramos qué razón determinó ya a comienzos del siglo XVII la elección del “lunes siguiente al segundo domingo de octubre” como fecha de nuestra fiesta mayor. Lo cierto es que ya desde las primeras décadas de dicho siglo, los hechos parroquiales más señalados (así, el primer bautismo registrado en la iglesia nueva de 1644) quedaron indisolublemente ligados a esa fecha de celebración.
Desde su institución en 1747, la Fiesta de la Traslación o Trasladación, se centró en la procesión eucarística en que desfilaban todas las imágenes de la parroquia con sus respectivos guiones y estandartes, llevados por los mayorales y clavarios. Era y es un nuevo y especial Corpus Christi de la parroquia, que conmemora el paso de la Reserva del Santísimo de la Capilla Ducal al nuevo Sagrario de la recién ampliada iglesia del siglo XVIII.
Pero las de la Sagrada Familia (popularmente “de San José”) y del Santo Cristo del Calvario datan de tiempo muy anterior. Se ha dichos que ya en el mismo siglo XVII la devoción a la Sagrada Familia cristalizó en la construcción de la ermita de “Jesús María y Josep” sobre el cerro que corona la Fuente del mismo nombre. El valioso altar barroco de madera policromada perdido en la pasada guerra civil entronizaba en su centro a los tres Patronos de la parroquia y de la Vall d’Uxó, como deja patente la antigua litografía que aquí se reproduce. Esta fiesta de la Sagrada Familia era antiguamente  de clavaría (hoy está organizada por una extensa Comisión de Fiestas), y por tanto, el programa de festejos dependía en parte de la valía y capacidad de los clavarios, que no olvidaban ni el bou de vila, ni la cordà, ni las dianas y pasacalles, ni la pirotecnia característicos de las fiestas valencianas. La fiesta propiamente religiosa consistía en la Misa solemne a orquesta y coro, con sermón, celebrada en la misma ermita y en la procesión general de la tarde. Sin embargo, la nota más colorista, más típica y vallera de la fiesta, es el traslado procesional de la mañana, ya que la subida a la ermita se realiza en procesión. Un auténtico hormigueo de gentes de toda condición acudía y acude a la llamada de sus Patronos en la cálida mañana de octubre para volver, también en procesión desde el límite urbano que marca el Pont de Sant Josep, es decir, el acueducto, hasta el templo parroquial.
La tercera de las fiestas descritas, la del Santísimo Cristo del Calvario, siempre tuvo una connotación más íntima y devota. Se celebraba, y así sigue haciéndose, el tercero de estos días festivos, martes siguiente al 2.º domingo de octubre. La ermita del Cristo estaba situada a pocos centenares de metros de la población, aunque ha quedado absorbida en el ensanche Norte de la ciudad, junto a la carretera de Segorbe, en el área del actual barrio del Carbonaire. Allí confluían antiguamente las demarcaciones de las dos  parroquias y desde ambas se accedía a ella por sendas avenidas sombreadas por grandes cipreses, en las cuales estaban colocadas las estaciones o capillas del Vía Crucis. Y cada parroquia celebraba de forma independiente su Fiesta del Cristo: la de la Asunción, el martes siguiente al primer domingo de octubre; y la del Ángel, dentro de su trilogía festiva, el martes siguiente al 2.º domingo. La tradicional subida al Calvario la mañana de ese martes de octubre, con asistencia multitudinaria de fieles en actitud de súplica o de acción de gracias a su Cristo, pero en medio de un ambiente de gran recogimiento en que las únicas notas plásticas eran la abundancia de mujeres penitentes y de pequeños nazarenos con sus cruces, ha sido sustituida en los últimos decenios por una concurrida procesión general por la tarde, tras la Misa solemne.
En la 2.ª mitad del siglo XIX la prensa de Castellón se hace eco de la vistosidad y arraigo de las Fiestas de la Sagrada Familia. Los propios programas de festejos y sus comentarios hacen patente su esplendor, su carácter patronal y la participación general del pueblo. El programa correspondiente al año 1897 consigna, por ejemplo, para el Día de la Trasladación la Misa solemne de la mañana, la Procesión general de la tarde, y, por la noche, la serenata de la banda de música y la cordà. El Día de la Sagrada Familia se inicia con el vuelo de campanas al romper el alba, la disparà, la gran cabalgata al fin de la cual se inicia la procesión con las imágenes de los Patronos; y concluye con la procesión solemne de la tarde y la acostumbrada cordà. La cabalgata (señala el comentarista), que recorrió el pueblo en toda su longitud contaba con heraldos, enanos, alguaciles, carrozas de cazadores, panaderos y soldados, dos carrozas con jóvenes ricamente ataviadas y 65 jacas y caballos con sus correspondientes arreos. A su finalización se inició la subida multitudinaria a la ermita de San José. Dos teatros locales (el casino del Centro y el Casino Artístico) pusieron en escena esos días un repertorio variado  de obras. La festividad del Santo Cristo del Calvario empezó, según costumbre, al amanecer, con el volteo de campanas y la clásica disparà, seguida de la diana de dulzaineros. La procesión con la imagen del Cristo hasta su ermita se inició a las 9, con la Misa cantada a orquesta. La procesión vespertina y el castillo de fuegos artificiales completaron los actos. A todo ello se añadieron en la misma semana festiva las corridas de caballos, cucañas, bailes populares y corridas de vaquillas y toros.

## Máximos representantes de las fiestas
| Año  | Presidente             | Reina de las fiestas   | Corte de honor |  |
| ---- | ---------------------- | ---------------------- | --- |  |
| 2003 | Francisco Sorribes Gil | Núria Romero Valls     | Ana Martínez Marín Estela Castelló García Leonor Capel Segarra                                                                                           |  |
| 2004 | Francisco Sorribes Gil | Leonor Capel Segarra   | Ana Capel Segarra Verónica Bernal López |  |
| 2005 | Francisco Sorribes Gil | Verónica Bernal López  | Isabel Talamantes Diago Ana Gómez Ramírez |  |
| 2006 | Francisco Sorribes Gil | Edurne Moreno Miquel   | Mª Paz Miquel Baidez María Galmés Cuerva Mª José Melchor Valls                                                                                           |  |
| 2007 | Francisco Sorribes Gil | María Galmés Cuerva    | Mª Paz Miquel Baidez Ángela Nebot Zorrilla |  |
| 2008 | Francisco Sorribes Gil | Ángela Nebot Zorrilla  | Elena Mingarro Nebot Paula Galán Saiz Vanessa Sánchez Bonifás Matilde Nuncia Pesudo                                                                      |  |
| 2009 | Manuel Debón Abad      | Elena Mingarro Nebot   | Paula Galán Saiz Vanessa Sánchez Bonifás |  |
| 2010 | Manuel Debón Abad      | Paula Galán Saiz       | Sara Rey Baldayo Elena García Esteban María Sánchez Salvador                                                                                             |  |
| 2011 | Manuel Debón Abad      | Sara Rey Baldayo       | Carmen Salvador Romero Ana Romero Peñarroja Sara De La Rosa Avellana Carmen Gonzalez Royo                                                                |  |
| 2012 | Manuel Debón Abad      | Carmen Salvador Romero | Violeta Mangriñán Mondragón Ana Huguet Segarra Ana Caballer Ñíguez Sofía Zarzoso Castelló Alba Valls Rebollar Patricia Barreda Serra Neus Beltrán Esteve |  |
| 2013 | Manuel Debón Abad      | Ana Romero Peñarroja   | Inés Roig García Laura Martínez Meliá Marina Mechó Martínez Mar Peiró Serra                                                                              |  |
| 2014 | Manuel Debón Abad      | Isabel Cortés Pallarés | Lucia de la Rosa Avellana Paola Molina Cerezuela Roser Mondragón Fenollosa                                                                               |  |
| 2015 | Manuel Debón Abad      | Laura Martínez Meliá   | Lola García Escuder María Segarra Planelles María Terresa Segarra Ambou Amparo Segarra Ambou Marina Mechó Martínez                                       |  |
| 2016 | Manuel Debón Abad      | Teresa Sanz Expósito   | Llúcia Monferrer Llamas Fàtima Bakkali Tàrraga Cristina Nuncia Pesudo                                                                                    |  |
| 2017 | Manuel Debón Abad      |                        | |  |